# کیفیت زندگی (فیلم)
«کیفیت زندگی» (انگلیسی: Quality of Life (film)) یک فیلم است که در سال ۲۰۰۴ منتشر شد. از بازیگران آن می‌توان به لین گریسون اشاره کرد.